# GP Nobili Rubinetterie 2015
De 18e editie van de wielerwedstrijd GP Nobili Rubinetterie werd gehouden op 19 maart 2015. De start was in Suno, de finish in Stresa. De wedstrijd maakte deel uit van de UCI Europe Tour 2015, in de categorie 1.HC. Deze editie werd gewonnen door de Italiaan Giacomo Nizzolo. Simone Ponzi, de winnaar van 2014, werd tweede, voor Marco Haller.

## Deelnemende ploegen
| WorldTour           | ProContinentaal        | Continentaal       | Nationaal |
| ------------------- | ---------------------- | ------------------ | --------- |
| AG2R La Mondiale    | Androni Giocattoli     | D'Amico-Bottecchia | Italië    |
| Cannondale-Garmin   | Nippo-Vini Fantini     | GM                 |           |
| FDJ                 | Southeast              | Idea 2010 ASD      |           |
| Katjoesja           | Caja Rural-Seguros RGA | MG.Kvis-Vega       |           |
| Movistar            | CCC Sprandi Polkowice  | Unieuro Wilier     |           |
| Orica-GreenEdge     | Colombia               |                    |           |
| Trek Factory Racing | Drapac                 |                    |           |
|                     | Novo Nordisk           |                    |           |
|                     | RusVelo                |                    |           |

## Uitslag
| Plaats  | Naam                 | Ploeg                  | Tijd     |
| ------- | -------------------- | ---------------------- | -------- |
| Winnaar | Giacomo Nizzolo      | Trek Factory Racing    | 4u00'19" |
| 2       | Simone Ponzi         | Southeast              | z.t.     |
| 3       | Marco Haller         | Katjoesja              | z.t.     |
| 4       | Juan José Lobato     | Movistar               | z.t.     |
| 5       | Grega Bole           | CCC Sprandi Polkowice  | z.t.     |
| 6       | Oscar Gatto          | Androni Giocattoli     | z.t.     |
| 7       | Iuri Filosi          | Nippo-Vini Fantini     | z.t.     |
| 8       | Matteo Montaguti     | AG2R La Mondiale       | z.t.     |
| 9       | Antonino Parrinello  | D'Amico-Bottecchia     | z.t.     |
| 10      | Francesco Reda       | Idea 2010 ASD          | z.t.     |
| 11      | Nicola Gaffurini     | MG.Kvis-Vega           | z.t.     |
| 12      | Miguel Ángel Rubiano | Colombia               | z.t.     |
| 13      | Alberto Bettiol      | Cannondale-Garmin      | z.t.     |
| 14      | Lluís Mas            | Caja Rural-Seguros RGA | z.t.     |
| 15      | Sonny Colbrelli      | Italië                 | z.t.     |
| 16      | Matej Mohorič        | Cannondale-Garmin      | z.t.     |
| 17      | Jan Bakelants        | AG2R La Mondiale       | z.t.     |
| 18      | Jonathan Monsalve    | Southeast              | z.t.     |
| 19      | Francesco Gavazzi    | Southeast              | z.t.     |
| 20      | Simone Petilli       | Unieuro Wilier         | z.t.     |
|         |                      |                        |          |
| 119     | Peter Koning         | Drapac                 | z.t.     |

1997 ·
1998 ·
1999 ·
2000 ·
2001 ·
2002 ·
2003 ·
2004 ·
2005 ·
2006 ·
2007 ·
2008 ·
2009 ·
2010 ·
2011 ·
2012 ·
2013 ·
2014 ·
2015
Etappewedstrijden

 Ster van Bessèges · 
 Ronde van de Algarve · 
 Ruta del Sol · 
 Ronde van de Haut-Var · 
 Driedaagse van West-Vlaanderen · 
 Internationale Wielerweek · 
 Internationaal Wegcriterium · 
 Driedaagse van De Panne-Koksijde · 
 Ronde van de Sarthe · 
 Ronde van Castilië en León · 
 Ronde van Trentino · 
 Ronde van Kroatië · 
 Ronde van Turkije · 
 Ronde van Yorkshire · 
 Ronde van Asturië · 
 Vierdaagse van Duinkerke · 
 Ronde van Azerbeidzjan · 
 Ronde van Madrid · 
 Ronde van Beieren · 
 Ronde van Picardië · 
 Ronde van Noorwegen · 
 World Ports Classic · 
 Tour des Fjords · 
 Ronde van Estland · 
 Ronde van België · 
 Ronde van Luxemburg · 
 Boucles de la Mayenne · 
 Ster ZLM Toer · 
 Ronde van Slovenië · 
 Route du Sud · 
 Sibiu Cycling Tour · 
 Ronde van Oostenrijk · 
 Ronde van Wallonië · 
 Ronde van Portugal · 
 Ronde van Burgos · 
 Ronde van Denemarken · 
 Ronde van de Ain · 
 Ronde van Tsjechië · 
 Arctic Race of Norway · 
 Ronde van de Limousin · 
 Ronde van Poitou-Charentes · 
 Ronde van Groot-Brittannië · 
 Ronde van Gévaudan Languedoc-Roussillon · 
 Eurométropole Tour
Eendaagse wedstrijden

 Trofeo Santanyí-Ses Salines-Campos · 
 Trofeo Andratx-Mirador d'Es Colomer · 
 Trofeo Serra de Tramuntana · 
 Trofeo Playa de Palma-Palma · 
 GP La Marseillaise · 
 Grote Prijs van de Etruskische Kust · 
 Ronde van Murcia · 
 Clásica de Almería · 
 Trofeo Laigueglia · 
 Omloop Het Nieuwsblad · 
 Classic Sud Ardèche · 
 GP Lugano · 
 La Drôme Classic · 
 Kuurne-Brussel-Kuurne · 
 Le Samyn · 
 Strade Bianche · 
 Ronde van Drenthe · 
 Dwars door Drenthe · 
 Nokere Koerse · 
 GP Nobili Rubinetterie · 
 Handzame Classic · 
 Ronde van Zeeland Seaports · 
 Classic Loire-Atlantique · 
 Grote Prijs van Cholet-Pays de Loire · 
 Dwars door Vlaanderen · 
 Classica Corsica · 
 Route Adélie de Vitré · 
 Grote Prijs Miguel Indurain · 
 Volta Limburg Classic · 
 Ronde van La Rioja · 
 Parijs-Camembert · 
 Scheldeprijs · 
 Klasika Primavera · 
 Brabantse Pijl · 
 GP Denain · 
 Ronde van de Finistère · 
 Tro Bro Léon · 
 La Roue Tourangelle · 
 Ronde van de Apennijnen · 
 Grote Prijs van de Somme · 
 Grote Prijs van Plumelec · 
 ProRace Berlin · 
 Boucles de l'Aulne · 
 GP Kanton Aargau · 
 Ronde van Keulen · 
 Ronde van Limburg · 
 Velothon Wales · 
 Halle-Ingooigem · 
 Trofeo Matteotti · 
 GP Cerami · 
 GP Industria & Artigianato-Larciano · 
 Prueba Villafranca de Ordizia · 
 Ronde van Toscane · 
 Circuito de Getxo · 
 Polynormande · 
 RideLondon Classic · 
 GP Stad Zottegem · 
 Arnhem-Veenendaal Classic · 
 GP Jef Scherens · 
 Druivenkoers Overijse · 
 Schaal Sels · 
 Brussels Cycling Classic · 
 GP Fourmies · 
 Velothon Stockholm · 
 Ronde van de Doubs · 
 Coppa Bernocchi · 
 Coppa Agostoni · 
 GP van Wallonië · 
 Kampioenschap van Vlaanderen · 
 Memorial Marco Pantani · 
 Grote Prijs Impanis-Van Petegem · 
 GP van Isbergues · 
 GP Industria & Commercio di Prato · 
 Omloop van het Houtland · 
 Duo Normand · 
 Ronde van de Drie Valleien · 
 Milaan-Turijn · 
 Ronde van Piemonte · 
 Ronde van het Münsterland · 
 Ronde van de Vendée · 
 Memorial Frank Vandenbroucke · 
 Coppa Sabatini · 
 Parijs-Bourges · 
 Ronde van Emilia · 
 GP Beghelli · 
 Parijs-Tours · 
 Nationale Sluitingsprijs · 
 Chrono des Nations